# В'ядана
В'ядана (італ. Viadana) — муніципалітет в Італії, у регіоні Ломбардія, провінція Мантуя.
В'ядана розташовані на відстані близько 380 км на північний захід від Рима, 125 км на південний схід від Мілана, 36 км на південний захід від Мантуї.
Населення — 20 023 особи (2014).
Щорічний фестиваль відбувається 10 вересня. Покровитель — S.Nicola.

## Демографія
Населення за роками:

Станом на 1 січня 2023 року в муніципалітеті офіційно проживали 3664 іноземці з 65 країн, серед них 574 громадяни країн Євросоюзу та 115 громадян України.

## Сусідні муніципалітети
- Боретто
- Борго-Вірджиліо
- Брешелло
- Казальмаджоре
- Коммессаджо
- Дозоло
- Гаццуоло
- Маркарія
- Меццані
- Моттеджана
- Помпонеско
- Саббйонета
- Суццара